# Deutsche Nationalpartei (Österreich)
Die Deutsche Nationalpartei (DNP) war eine deutschnationale Partei in der cisleithanischen Reichshälfte Österreich-Ungarns und ein Parlamentsklub im Abgeordnetenhaus des Reichsrats. 
Sie ging aus einem etwas gemäßigteren Teil der Deutschnationalen Bewegung hervor, der sich von dem radikaleren völkisch-antisemitischen Flügel um Georg von Schönerer trennte, der später die alldeutsche Bewegung bildete. Im österreichischen Reichsrat spaltete sich 23. Mai 1887 unter der Führung Otto Steinwenders der 15 Abgeordnete umfassende Parlamentsklub Deutschnationale Vereinigung vom Deutschen Klub ab. Er benannte sich 1891 in Deutsche Nationalpartei um. Sie trat für die „Wiederherstellung und Sicherung der deutschen Führung in Österreich im engsten Anschluss an das Deutsche Reich“ ein. Bei der Reichsratswahl 1891 erhielt die Nationalpartei 17 oder 18 Mandate im Abgeordnetenhaus. Aus ihr heraus entwickelte sich 1896 die Deutsche Volkspartei.